# Pedro de Castro van Dúnem
Pedro de Castro van Dúnem, també conegut com a Comandante Loy (Bengo, 9 de febrer de 1942 - Luanda, 23 de setembre de 1997),va ser un polític d'Angola. Va exercir diverses funcions principals dins del MPLA durant la Guerra de la Independència d'Angola contra el domini colonial portuguès i dins el govern del país després d'aconseguir la independència.

## Vida política
A la fi de 1962, va fugir del domini portuguès i va arribar el gener de 1963 a Leopoldville, Congo, on es va refugiar i al juny de 1963, va ser escollit membre de la direcció de les Joventuts del MPLA (JMPLA).
Des de setembre de 1963 fins 1970 va estudiar enginyeria elèctrica a Moscou i va ser sotmès a entrenament militar a la Unió Soviètica. El 1970 es va fer càrrec de les tasques logístiques per a la lluita militar contra el domini colonial portuguès a Angola per al Front Est del MPLA, amb seu a la base de Dar es Salaam, Tanzània.
El 1975, va ser un dels membres del consell revolucionari, i després es fou Director del Gabinet del Ministre de Defensa. El 1976, va ser nomenat vicepresident tercer del Govern d'Angola. El 1978 se li va assignar el càrrec de Ministre de Coordinació de les províncies.
El 1980, es va convertir en ministre d'Energia, i l'any següent també va assumir la direcció del Ministeri de Petroli. Quan en 1986 es van fusionar els ministeris d'Energia i Petroli, va continuar com a ministre d'ambdós.
També va exercir com a ministre de relacions exteriors d'Angola de 1989 a 1992. En 1993 fou nomenat administrador del Banc Nacional d'Angola. Després fou ministre d'Obres Públiques i afers urbans de 1996 a 1997, i va renunciar poc abans de la seva mort.

## Recordant elComandante Loy
En novembre de 2011 el Banco Angolano de Investimentos va obrir una sucursal anomenada "Comandante Loy" a la seva escola de banca a Luanda barrio Morro Bento, municipi de Belas.
Hi ha un Consorcio Comandande Loy que es un edifici per a veterans de la guerra de la independència a Viana i Ícolo e Bengo.